# Ilze Viņķele
Ilze Viņķele (ur. 27 listopada 1971 w Rzeżycy) – łotewska polityk, posłanka na Sejm X, XI i XII kadencji. W latach 2011–2014 minister zabezpieczenia społecznego, od 2019 do 2021 minister zdrowia.

## Życiorys
W 1989 ukończyła szkołę średnią w Rzeżycy. Była sekretarką prasową ministra ochrony środowiska i rozwoju regionalnego, następnie zaś pracownikiem społecznym w szkole pedagogicznej „Attīstība” oraz asystentką posła do Parlamentu Europejskiego Robertsa Zīlego. Pełniła funkcję wiceprzewodniczącej oddziału ryskiego ugrupowania TB/LNNK. W latach 2006–2008 sprawowała urząd sekretarza parlamentarnego przy ministrze do spraw pozyskiwania środków Unii Europejskiej.
W 2009 uzyskała magisterium z nauk zdrowotnych na Uniwersytecie Stradiņša w Rydze. W 2008 odeszła z TB/LNNK i związała się ze Związkiem Obywatelskim – pełniła funkcję starszego konsultanta klubu poselskiego PS. Dwukrotnie ubiegała się o mandat poselski: w 2006 (z listy TB/LNNK) i 2010 (z ramienia Jedności). Była również kandydatką do mandatu radnej w Rydze z listy TB/LNNK (2001). 2 listopada 2010 została posłanką na Sejm X kadencji, w wyborach w 2011 uzyskała reelekcję do Sejmu. 25 października 2011 została ministrem zabezpieczenia społecznego w trzecim rządzie Valdisa Dombrovskisa. Funkcję pełniła do stycznia 2014. Odnowiła mandat poselski, wracając do pracy w parlamencie. W wyborach w 2014 uzyskała reelekcję z listy Jedności.
W 2017 przeszła do nowo powołanego ugrupowania Ruch Za!, które założył Daniels Pavļuts. W tym samym roku złożyła mandat poselski w związku z podjęciem studiów na University of Arizona. W utworzonym 23 stycznia 2019 rządzie Artursa Krišjānisa Kariņša z rekomendacji koalicji Dla Rozwoju/Za! objęła urząd ministra zdrowia. Funkcję tę pełniła do stycznia 2021.

## Życie prywatne
Jest zamężna, jej mąż Juris Viņķelis był ministrem zdrowia. Mają trzech synów.